# مریچلری
مریچلری شهری در استان خاسکوو کشور بلغارستان است که جمعیت آن در سال ۲۰۰۱ میلادی ۲٬۰۴۳ نفر بوده‌است.